# Edward FitzGerald (lord)

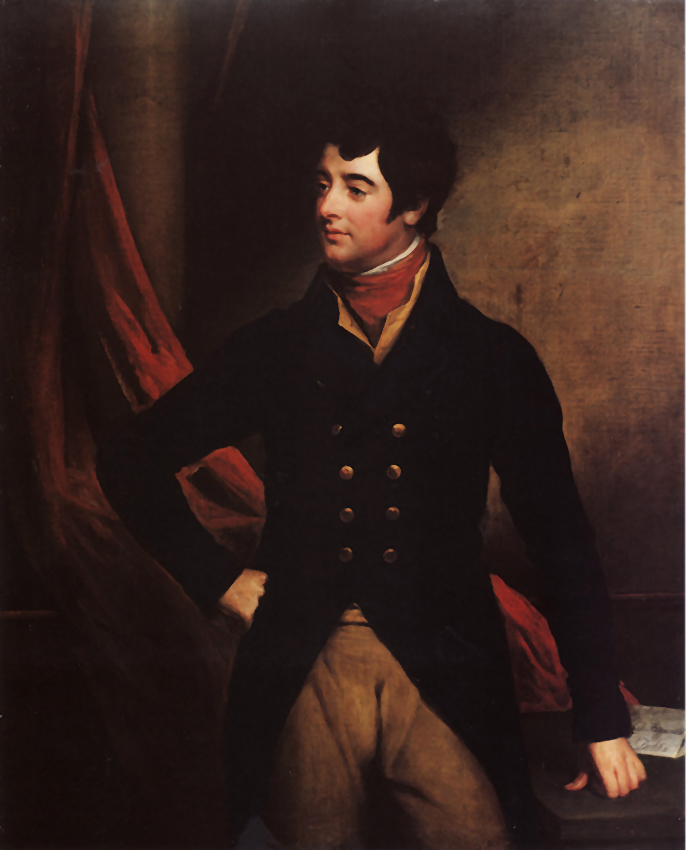
Lord Edward FitzGerald

Edward FitzGerald (ur. 15 października 1763 w Carton House niedaleko Dublina, zm. 4 czerwca 1798 w więzieniu Newgate w Dublinie) – brytyjski arystokrata pochodzenia irlandzkiego, jeden z przywódców powstania 1798 r., młodszy syn Jamesa FitzGeralda, 1. księcia Leinster, i lady Emilii Lennox, córki 2. księcia Richmond i Lennox.

## Życiorys
Lord spędził większość dzieciństwa we Frescati House na Black Rock w Dublinie. Jego wychowawcą był William Ogilvy. Młody Edward zainteresował się twórczością Jana Jakuba Rousseau, jego ulubioną książką był „Emil, czyli rzecz o wychowaniu”. W 1779 r. zaciągnął się do armii i wziął udział w wojnie o niepodległość Stanów Zjednoczonych. Służył w sztabie lorda Rawdona. Uczestniczył w bitwie pod Eutaw Springs, gdzie został ciężko ranny. Życie zawdzięczał wyzwolonemu czarnoskóremu niewolnikowi, Tony’emu Smallowi. Tony pozostawał na służbie u lorda Edwarda do końca jego życia.
W 1783 r. Edward wrócił do Irlandii, gdzie jego starszy brat, 2. książę Leinster, postarał się o załatwienie Edwardowi miejsca w irlandzkim parlamencie, jako reprezentantowi okręgu Kildare. Związał się tam z niewielką grupą opozycyjną, którą kierował Henry Grattan. Nie odegrał jednak wielkiej roli w działalności irlandzkiej Izby Gmin. Po krótkiej nauce w szkole wojskowej w Woolwhich wybrał się w 1787 r. w podróż do Hiszpanii. Później, załamany nieodwzajemnioną miłością do swojej kuzynki, Georginy Lennox (poślubiła później lorda Bathursta), zaciągnął się do 54 regimentu (54th Regiment) w randze majora i udał się do Nowego Brunszwiku.
Rozczytanemu w dziełach Rousseau i z natury romantycznemu Edwardowi ziemie kanadyjskie od razu przypadły do gustu. Dzięki swojej pozycji społecznej i majątkowej nie musiał poświęcać zbyt wiele czasu obowiązkom wojskowym, więc spędzał czas podróżując po okolicy. W 1789 r., wyposażony tylko w kompas, przeszedł jako pierwszy drogę z Fredricton w Nowym Brunszwiku do Quebecu. Podczas tej podróży zawarł liczne znajomości z Indianami. Został m.in. przyjęty do jednego z plemion Huronów z okolic Detroit. Następnie udał się w dół rzeki Missisipi do Nowego Orleanu. Stamtąd powrócił do Wielkiej Brytanii.
Po powrocie lord Edward zamierzał zwiększyć swój udział w życiu politycznym Irlandii. Korzystając ze swojego miejsca w Izbie Gmin, utrzymywanego dlań przez jego brata, prowadził aktywną działalność polityczną. Chcąc być na bieżąco ze sprawami Szmaragdowej Wyspy odrzucił propozycję premiera Williama Pitta Młodszego objęcia dowództwa wyprawy na Kadyks. FitzGerald nawiązał kontakty z licznymi przedstawicielami partii wigów, m.in. z Charlesem Jamesem Foxem i Richardem Brinsleyem Sheridanem. Przyjaciel Edwarda i poeta Thomas Moore pisał, że Edward zalecał się do pierwszej żony Sheridana i miał spotkać się z przychylnym przyjęciem ze strony damy.
Prowigowskie sympatie oraz liczne podróże sprawiły, że lord Edward stał się gorącym zwolennikiem rewolucyjnych idei francuskich. Sympatie te zwiększyły się, kiedy w październiku 1792 r. Edward odwiedził Paryż. Zamieszkał z angielskim filozofem i wolnomyślicielem, Thomasem Painem, który był deputowanym do Konwentu. Edward z uwagą przyglądał się obradom ciała ustawodawczego. 19 listopada przyłączył się do toastu „za błyskawiczne zniesienie wszystkich tytułów dziedzicznych i feudalnych godności”. Na dowód tego zrezygnował z używania przysługującego mu tytułu lorda. Za to wystąpienie został wydalony z armii.
Edward niewiele się tym przejął, zwłaszcza że zakochał się w pewnej dziewczynie, którą spotkał w teatrze, a która przypominała mu panią Sheridan. Dziewczyna miała na imię Pamela (1773 – 1831) i była protegowaną Madame de Sillery, hrabiny de Genlis. Jej pochodzenie było nieznane, hrabina twierdziła, że rodzice dziewczyny nosili nazwisko Sims i pochodzili z Nowej Fundlandii. Wieść gminna głosiła natomiast, że Pamela jest w rzeczywistości córką Madame de Sillery, owocem jej związku z Ludwikiem Filipem, księciem Orleanu.
27 grudnia 1792 r. w Tournay, Edward i Pamela wzięli ślub. Świadkiem na tym ślubie był hrabia Chartres, syn księcia Orleanu i późniejszy król Francuzów. Małżonkowie w styczniu 1793 r. powrócili do Dublina. Edward i Pamela mieli razem syna i dwie córki:
- Pamela FitzGerald (zm. 25 listopada 1869), żona generała-majora sir Guy Campbella, 1. baroneta, miała dzieci
- Lucy Louisa FitzGerald (zm. 1826), żona kapitana G.F. Lyona, nie miała dzieci
- kapitan Edward Fox FitzGerald (10 października 1794 – 25 stycznia 1863), ożenił się z Jane Paul, miał dzieci

W Irlandii tymczasem popularność zyskiwało katolickie Stowarzyszenie Zjednoczonych Irlandczyków, założone w 1791 r., dążące do wprowadzenia w Irlandii rozwiązań na wzór francuski. Po wybuchu wojny francusko-brytyjskiej w 1793 r. Stowarzyszenie zeszło do podziemia. Lord Edward, który niedawno jeszcze przypatrywał się obradom Konwentu, na forum irlandzkiej Izby Gmin wystąpił z obroną Stowarzyszenia. Potępił później uchwałę Izby na temat Stowarzyszenia, która potępiała Zjednoczonych Irlandczyków i musiał za to przepraszać. W 1796 r. Edward przyłączył się do Zjednoczonych Irlandczyków, którzy porzucili już nadzieję na współpracę z administracją brytyjską, po tym jak w 1795 r. Londyn odwołał sprzyjającego katolikom lorda namiestnika, hrabiego FitzWilliam. Od tej pory celem Stowarzyszenia stało się utworzenie niepodległej Republiki Irlandzkiej.
W maju 1796 r. jeden z przywódców Stowarzyszenia, Theobald Wolfe Tone, udał się do Paryża, gdzie prowadził rozmowy na temat udzielenia pomocy przez Francuzów powstaniu w Irlandii. W tym samym czasie lord Edward i jego przyjaciel Arthur O’Connor udali się do Hamburga, gdzie mieli prowadzić rozmowy z francuskim rezydentem. W drodze do Hamburga lord Edward wraz z żoną zatrzymali się w Devonshire House w Londynie. Tam lady Pamela spotkała księcia Yorku, który powiedział jej, że „wszystko jest wiadome” na temat podróży jej męża i radził jej, aby przekonała Edwarda do niewyjeżdżania za granicę. Edward nie posłuchał żony i udał się do Hamburga, gdzie spotkał się z Johanem Andersem Jägerhornem, szwedzkim arystokratą fińskiego pochodzenia, gorącym rzecznikiem autonomii Finlandii, który odgrywał rolę pośrednika między Edwardem a Francuzami.
Konspiracyjne rozmowy w Londynie stały się znane rządowi w Londynie dzięki informacjom Samuela Turnera. Lady Pamela ze swej strony wspierała męża w jego poczynaniach. Znała wszystkie jego zamierzenia i umiała dochować tajemnicy. Rozmowy hamburskie zakończyły się jesienią 1796 r. Ich jedynym rezultatem było nieudane lądowanie wojsk generała Hoche’a w Bantry Bay.
We wrześniu 1797 r. informator MacNally powiadomił Londyn o kształtujących się w kierownictwie Zjednoczonych Irlandczyków planach powstania i znacznej roli jaka w tym planie przypadała lordowi Edwardowi, który odpowiadał za sprawy wojskowe. Zjednoczeni Irlandczycy byli gotowi do powstania, a ich przywódcy liczyli na pomoc rewolucyjnej Francji. Francuska pomoc była jednak niepewna, a wśród samych konspiratorów nie było zgodności co do sposobów prowadzenia walki i co do tego, czy warto stawać w polu przeciwko wojskom brytyjskim bez posiadania posiłków z zagranicy. Lord Edward opowiadał się za śmiałymi działaniami. Prawdopodobnie planował masakrę irlandzkich parów podczas ich przemarszu na proces lorda Kingstona w maju 1798 r.

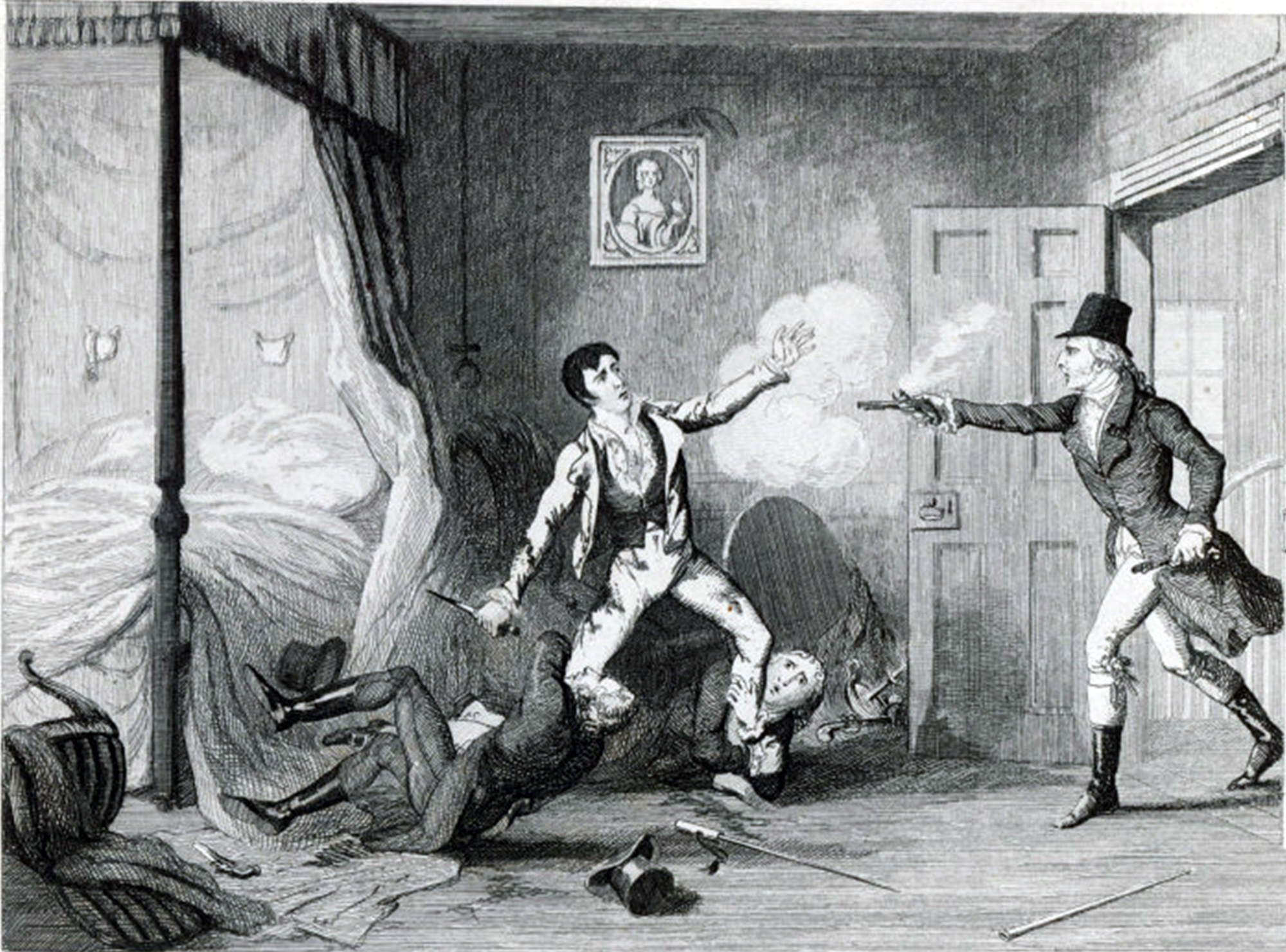
Aresztowanie lorda FitzGeralda 18 maja 1798 r.

Tymczasem dzięki informatorom umieszczonym w szeregach konspiratorów aresztowano 12 marca 1798 r. w domu Oliviera Bonda kilkoro przywódców stowarzyszenia. W przesłuchaniach często pojawiało się nazwisko FitzGeralda. Pozycja i znaczenie rodziny Edwarda sprawiły, że rząd brytyjski chciał zrobić dla lorda wyjątek i umożliwić mu ucieczkę z kraju. lord kanclerz, hrabia Clare, miał powiedzieć: Na miłość boską, zabierzcie tego młodzieńca z kraju! Porty będą otwarte i nic mu się nie stanie podczas ucieczki. Lord FitzGerald nie chciał jednak uciec i pozostawić towarzyszy. Tymczasem 30 marca wprowadzono stan wojenny w Irlandii. Wojsko przejęło władzę.
Schwytanie lorda Edwarda, najważniejszego z przywódców Zjednoczonych Irlandczyków pozostających na wolności, stało się sprawą priorytetową dla administracji Zamku Dublińskiego. 9 maja wyznaczono 1000 funtów nagrody za schwytanie FitzGeralda. Od czasu aresztowań w domu Bonda lord pozostawał w ukryciu. Dwukrotnie był odwiedzany przez żonę i ojczyma. Tymczasem wyznaczono datę wybuchu powstania – 23 maja 1798 r.
O miejscu pobytu FitzGeralda doniósł władzom katolicki adwokat nazwiskiem Magan. 18 maja oddział pod dowództwem majora H.C. Sirra wdarł się do mieszkania lorda. Edward miał wówczas gorączkę i leżał w łóżku. Na wieść o zbliżającym się aresztowaniu wyskoczył z łóżka. Zignorował prośby oficerów, majora Swana i kapitana Ryana, aby poddał się bez walki, i podjął próbę ucieczki. Dźgnął nożem majora Swana i śmiertelnie ranił kapitana Ryana. Powstrzymał go dopiero postrzał w ramię, jaki otrzymał od majora Sirra. Powalony na ziemię został dotkliwie pobity kolbami karabinów żołnierzy z oddziału Sirra.
Lord Edward został przewieziony do więzienia Newgate. Powstanie wybuchło rankiem 24 maja i trwało do października. Przy ograniczonej pomocy Francuzów nie odniosło większych sukcesów. FitzGerald nie dożył końca powstania. Choroba, obrażenia odniesione przy aresztowaniu i ciężkie warunki więzienne zrujnowały jego zdrowie. Zmarł w więzieniu 4 czerwca 1798 r. Jego dobra skonfiskowano. Zostały zwrócone rodzinie w 1819 r.